# ايوان مكجرادي
ايوان مكجرادي (بالإنجليزية: Ewan McGrady)‏ هو لاعب دوري الرغبي أسترالي، ولد في 1964.